# Carlos Mancheno
 (décembre 2015).
Si vous disposez d'ouvrages ou d'articles de référence ou si vous connaissez des sites web de qualité traitant du thème abordé ici, merci de compléter l'article en donnant les références utiles à sa vérifiabilité et en les liant à la section « Notes et références ».
Carlos Mancheno Cajas (Riobamba, 9 octobre 1902 - Riobamba, 11 octobre 1996) est un militaire et homme d'État équatorien qui devient Président d’Équateur en 1947, à l'occasion d'un coup d'état.

## Biographie
Il est né dans le quartier  "La Merced" à Riobamba, le 9 de octobre 1902. Ses parents sont Carlos Mancheno Chiriboga et Victoria Cajas González. 
Colonel dans l'armée équatorienne, il a été  Ministre de la Défense de José María Velasco Ibarra, qu'il renverse par la suite lors d'un coup d'État. Il devient dictateur et rétablit la Constitution de 1906. Il affirme qu'il compte gouverner par décrets, avec les meilleurs membres des différents partis politiques équatoriens. Après deux mois de mandat hasardeux, il est renversé à son tour par l'Armée équatorienne, à la suite d'un coup d'État perpétré par le colonel Angel Baquerizo Dávila à Riobamba. Ayant démissionné du pouvoir devant un triumvirat composé de Humberto Albornoz, Alfonso Larrea Alba et Luis Maldonado Tamayo (après s'être réfugié à l'ambassade du Venezuela), il se voit obligé de se retirer de l'armée, et s'exile en Argentine.
Le triumvirat remet aussitôt le pouvoir à  Mariano Suárez Veintimilla.
Il meurt le 11 octobre 1996, à Riobamba.